# Christlich-soziale Partei (Schweiz)
Die Christlich-soziale Partei (CSP) (französisch Parti chrétien-social, italienisch Partito Cristiano Sociale, rätoromanisch Partida cristiansociala), seit 2013 offiziell Mitte Links-CSP (französisch Centre Gauche-PCS, italienisch Centro Sinistra-PCS, rätoromanisch Center Sanester-PCS) ist eine Schweizer Partei.

## Verbreitung
CSP-Sektionen existieren in den Kantonen Freiburg, Jura (unter dem Namen Parti chrétien-social indépendant (PCSI), wörtlich Unabhängige Christlich-soziale Partei), Luzern (faktisch inaktiv), und Zürich. Die Sektion im französischsprachigen Teil des Wallis wurde im Juni 2023 aufgelöst. Die Christlichsoziale Partei Obwalden und die Christlich Soziale Partei Zug sind unabhängig von der CSP Schweiz. Die Christlichsoziale Volkspartei Oberwallis (CSPO) gehört ebenfalls nicht zur CSP, sondern gehört der Gruppe Die Mitte – Christlich-Soziale an.
Im Kanton Zürich tritt die CSP bei Wahlen normalerweise auf den Listen der Grünen an. Bei den Walliser Grossratswahlen trat sie zuletzt auf einer gemeinsamen Liste mit den Sozialdemokraten an.

## Vertretung in den politischen Institutionen
In den  Kantonsparlamenten von Freiburg (4/110), Jura (6/60), Wallis (4/130) und Zürich (1/180) ist die CSP mit insgesamt 15 Parlamentariern vertreten. Dem Nationalrat gehörte der Freiburger CSP-Vertreter Hugo Fasel von 1991 bis 2008 an. Seine Nachfolgerin Marie-Thérèse Weber-Gobet konnte den Sitz bei den Nationalratswahlen 2011 nicht halten.

## Geschichte
Innerhalb der Katholisch-Konservativen Partei (später Christlichdemokratische Volkspartei) gab es seit der Industrialisierung in mehreren Kantonen eigenständige Christlichsoziale Parteien, die sich besonders sozialen Anliegen verpflichtet fühlten. In den Kantonen Freiburg und Jura existierten seit der zweiten Hälfte des 20. Jahrhunderts christlich-soziale Kantonalparteien ausserhalb der CVP. Die jurassische CSP (Parti chrétien-social indépendant), welche sich in der Jurafrage stark für die Gründung eines neuen Kantons engagiert hatte, war von 1979 bis 1983 mit Gabriel Roy im Nationalrat vertreten; ihre Freiburger Schwesterpartei ab 1991 mit Hugo Fasel.
1989 trat die CSP Graubünden nach internen Querelen aus der CVP aus und trat danach als unabhängige CSP auf. Im Jahr 2000 löste sie sich auf. Ähnliches geschah 1993 in der Stadt Zürich, wo sich, nachdem die CVP ihren damaligen Stadtrat nicht zur Wiederwahl portierte, der Grossteil der Christlichsozialen mit dem wiedergewählten Stadtrat Willy Küng zur «Freien CSP» der Stadt Zürich abspaltete. Nach dem Zusammenschluss zur CSP Schweiz (1997) änderte die «Freie CSP Zürich» ihren Namen in «CSP Zürich» und politisiert seither unter diesem Namen im Kanton Zürich.
Wie im Jahr zuvor angekündigt, gründeten 1997 die CSP-Kantonalparteien Freiburg und Jura sowie die freie CSP des Kantons Luzern und die freie CSP der Stadt Zürich eine von der CVP unabhängige Christlich-soziale Partei der Schweiz (CSP – französisch Parti chrétien-social). Prominenteste Mitglieder der neuen Partei, die von einem vierköpfigen Gremium geleitet wird, waren der Nationalrat Hugo Fasel (FR) und der damalige Zürcher Stadtrat Willy Küng. Die CSP will sich links von der CVP mit christlichem Hintergrund für sozial und ökologisch ausgerichtete politische Lösungen einsetzen. Der Leitgedanke beinhaltet «die gelebte Solidarität mit den sozial und wirtschaftlich Schwächeren und die Achtung der Umwelt». Die CVP zeigte sich verärgert über den Namen der neuen Partei, da es bereits eine CSP innerhalb der CVP gab, der damals 14 kantonale Gruppierungen angehörten (u. a. auch eine CSP Luzern). Von einer «Abspaltung» mochte sie nicht sprechen, da diese vier Parteien schon bisher ausserhalb der CVP gestanden hätten.
Die CSP Obwalden hatte von 2005 bis 2010 Beobachterstatus bei der CSP Schweiz. 2010 beendete sie die Zusammenarbeit mit der CSP Schweiz und ist seitdem mit keiner schweizerischen Partei organisatorisch verbunden. Die CSP Obwalden ist im Kanton Obwalden eine bedeutende politische Kraft. Sie ist seit 1960 mit einem oder zwei Mitgliedern im Regierungsrat und 1982–2022 mit einer eigenen Fraktion im Obwaldner Kantonsrat vertreten und stellte von 2011 bis 2019 mit Karl Vogler auch den einzigen Nationalrat Obwaldens.
Im Jahr 2005 trat die 1997 gegründete CSP Unterwallis von der CVP zur CSP Schweiz über. 2023 löste sich die Unterwalliser CSP auf.